# Liste des light novel de L'Odyssée de Kino

L'Odyssée de Kino est une série de lights novels écrit par Keiichi Sigsawa, et illustré par Kōhaku Kuroboshi.
Le light novel Kino no Tabi  -the Beautiful World- Pays du théâtre -KINO- (キノの旅 -the Beautiful World- 劇場の国 -KINO-, Kino no Tabi -the Beautiful World- Gekijō no Kuni -KINO-) est sorti comme un cadeau promotionnel pour la sortie du second film anime.
Gakuen Kino est un spin-off de la série, il met en scène Kino comme une magical girl dans le milieu scolaire.

## Liste des light novel
La traduction est libre. Sauf pour les traductions où il y a une note A, qui sont tirées des noms des épisodes de l'anime.
| no | Japonais        | Japonais          | Anglais        | Anglais           |
| no | Date de sortie  | ISBN              | Date de sortie | ISBN              |
| --- | --------------- | ----------------- | -------------- | ----------------- |
| 1 | 10 juillet 2000 | 978-4-8402-1585-5 | 3 octobre 2006 | 978-1-59816-455-8 |
| Liste des chapitres : Prologue : «Au milieu de la Forêt・b»―Lost in the Forest・b― (「森の中で・ｂ」―Lost in the Forest・b―, «Mori no naka de・b«» ―Lost in the Forest・b―) 1. «Le Pays où l'on Comprend la Douleur des autres»―I See You.― (「人の痛みが分かる国」―I See You.―, «Hito no Itami ga Wakaru Kuni» ―I See You.―) 2. «Le Pays de la Majorité»―Ourselfish― (「多数決の国」―Ourselfish―, «Tasūketsu no Kuni»―Ourselfish―) 3. «Trois Hommes Sur les Rails»―On the Rails― (「レールの上の三人の男」―On the Rails―, «Rēru no Ue no Sannin no Otoko»―On the Rails―) 4. «Colisée»―Avengers― (「コロシアム」―Avengers―, «Koroshiamu»―Avengers―) 5. «Le Pays des Adultes»―Natural Rights― (「大人の国」―Natural Rights―, «Otona no Kuni»―Natural Rights―) 6. «Un Pays en Paix»―Mother's Love― (「平和な国」―Mother's Love―, «Heiwana Kuni»―Mother's Love―) Epilogue : «Au milieu de la Forêt・a»―Lost in the Forest・a― (「森の中で・ａ」―Lost in the Forest・ａ―, «Mori no naka de・a»―Lost in the Forest・a―) |                 |                   |                |                   |
| 2 | 10 octobre 2000 | 978-4-8402-1632-6 | -              |                   |
| Liste des chapitres : Frontispice : «Histoire d'un Sniper»―Fatalism― (「狙撃兵の話」―Fatalism―, «Sogekihei no Hanashi»―Fatalism―) Prologue :«Au milieu du Désert・b»―Beginner's Luck・b― (「砂漠の真ん中で・ｂ」―Beginner's Luck・b―, «Sabaku no mannaka de・ｂ»―Beginner's Luck・ｂ―) 1. «Une Histoire Culinaire» ―I Want to Live.― (「人を喰った話」―I Want to Live.―, «Hito o Kutta Hanashi»―I Want to Live.―) 2. «Surprotection»―Do You Need It?― (「過保護」―Do You Need It?―, «Kahogo»―Do You Need It?―) 3. «Le Pays des Magiciens»―Potentials of Magic― (「魔法使いの国」―Potentials of Magic―, «Mahōtsukai no Kuni»―Potentials of Magic―) 4. «Pays de la Presse Libre»―Believers― (「自由報道の国」―Believers―, «Jiyū Hōdō no Kuni»―Believers―) 5. «Histoire d'un Tableau»―Happiness― (「絵の話」―Happiness―, «E no Hanashi»―Happiness―) 6. «Retour»―"She" is Waiting For You.― (「帰郷」―"She" is Waiting For You.―, «Kikyō»―"She" is Waiting For You.―) 7. «Le Pays des Livres»―Nothing Is Written!― (「本の国」―Nothing Is Written!―, «Hon no Kuni»―Nothing Is Written!―) 8. «Un Pays Accueillant»―Tomorrow Never Comes.― (「優しい国」―Tomorrow Never Comes.―, «Yasashii Kuni»―Tomorrow Never Comes.―) Epilogue. «Au milieu du Désert・a»―Beginner's Luck・a― (「砂漠の真ん中で・ａ」―Beginner's Luck・ａ―, «Sabaku no mannaka de・a» ―Beginner's Luck・a―) Anecdote : «Suite : Histoire d'un Tableau»―Anonymous Pictures― (「続・絵の話」―Anonymous Pictures―, Zoku・E no Hanashi―Anonymous Pictures―) |                 |                   |                |                   |
| 3 | 10 janvier 2001 | 978-4-8402-1709-5 | -              |                   |
| Liste des chapitres : Frontispice «Le Pays de l'Amour et de la Paix»―Power Play― (「愛と平和の国」―Power Play―, «Ai to Heiwa no Kuni»―Power Play―) Prologue. «Au milieu des Nuages・b»―Blinder・b― (「雲の中で・ｂ」―Blinder・ｂ―, «Kumo no naka de・b»―Blinder・b―) 1. «Le Pays sans Frontières»―Designated Area― (「城壁のない国」―Designated Area―, «Jōheki no nai Kuni»―Designated Area―) 2. «Le Pouvoir de la Persuasion»―Persuader― (「説得力」―Persuader―, «Settokuryoku»―Persuader―) 3. «The Land of Identical Faces»―HACCP― (「同じ顔の国」―HACCP―, «Onaji Kao no Kuni»―HACCP―) 4. «L'Histoire des Poupées Mécaniques» ―One-way Mission― (「機械人形の話」―One-way Mission―, «Kikai Ningyō no Hanashi»―One-way Mission―) 5. «Le Pays sans Discrimination»―True Blue Sky― (「差別を許さない国」―True Blue Sky―, «Sabetsu o Yusanai Kuni»―True Blue Sky―) 6. «Une Histoire qui était en train de se finir»―Ten Years After― (「終わってしまった話」―Ten Years After―, «Owatteshimatta Hanashi»―Ten Years After―) Epilogue. «Au milieu des Nuages・a»―Blinder・a― (「雲の中で・ａ」―Blinder・ａ―, «Kumo no naka de・a»―Blinder・a―) |                 |                   |                |                   |
| 4 | 10 juillet 2001 | 978-4-8402-1844-3 | -              |                   |
| Liste des chapitres : Prologue. «Au milieu d'une Mer Rouge・b»―Blooming Prairie・b― (「紅い海の真ん中で・ｂ」―Blooming Prairie・ｂ―, «Kai Umi no Mannaka de・b»―Blooming Prairie・b―) 1. «Le Pays avec une Statue en Bronze»―Angel?― (「像のある国」―Angel?―, «Zō no Aru Kuni»―Angel?―) 2. «×××××»―Solo― 3. «Land of Two People» ―Even a Dog doesn't Eat― (「二人の国」―Even a Dog doesn't Eat―, «Futari no Kuni»―Even a Dog doesn't Eat―) 4. «Tradition»―Tricksters― (「伝統」―Tricksters―, «Dentō»―Tricksters―) 5. «Le Pays où l'on ne travaille pas»―Workable― (「仕事をしなくていい国」―Workable―, «Shigoto o Shinakute Ii Kuni»―Workable―) 6. «Un Pays Divisé»―World Divided― (「分かれている国」―World Divided―, «Wakareteiru Kuni»―World Divided―) 7. «Grapes»―On Duty― (「ぶどう」―On Duty―, «Budō»―On Duty―) 8. «Le Pays de la Reconnaissance»―A Vote― (「認めている国」―A Vote―, «Mitometeiru Kuni»―A Vote―) 9. «A Tale of a Raid»―Bloodsuckers― (「たかられた話」―Bloodsuckers―, «Takaraketa Hanashi»―Bloodsuckers―) 10. «Le Pays des Ponts»―Their Line― (「橋の国」―Their Line―, «Hashi no Kuni»―Their Line―) 11. «Le Pays de la Tour»―Freelance― (「塔の国」―Free Lance―, «Tō no Kuni»―Free Lance―) Epilogue. «Au milieu d'une Mer Rouge・a»―Blooming Prairie・a― (「紅い海の真ん中で・ａ」―Blooming Prairie・ａ―, «Kai Umi no mannaka de・a»―Blooming Prairie・a―) |                 |                   |                |                   |
| 5 | 10 janvier 2002 | 978-4-8402-2013-2 | -              |                   |
| Liste des chapitres : Prologue. «Au milieu du coucher de Soleil・b»―Will・b― (「夕日の中で・ｂ」―Will・ｂ―, «Yūbi no naka de・b»―Will・b―) 1. «Reminiscence»―Blue Rose― (「あの時のこと」―Blue Rose―, «Ano Toki no Koto»―Blue Rose―) 2. «Le Pays où le meurtre est permis»―Jungle's Rule― (「人を殺すことができる国」―Jungle's Rule―, «Hito o Korosu to ga Dekiru Kuni»―Jungle's Rule―) 3. «Histoire d'un Marchand»―For Sale― (「店の話」―For Sale―, «Ten no Hanashi»―For Sale―) 4. «Le Pays des Héros»―No Hero― (「英雄達の国」―No Hero―, Eiyūtachi no Kuni»―No Hero―) 5. «Le Pays des Héros»―Seven Heroes― (「英雄達の国」―Seven Heroes―, «Eiyūtachi no Kuni»―Seven Heroes―) ― 1. «A Land at Leisure»―Jog Trot― (「のどかな国」―Jog Trot―, «Nodokana Kuni»―Job Trot―) 2. «Le Pays de la Prophétie»―We NO The Future.― (「予言の国」―We NO the Future.―, «Yogen no Kuni»―We NO the Future.―) 1. «Garde du corps»―Stand―bys― (「用心棒」―Stand―bys―, «Yōjinbō»―Stand―bys―) 2. «Histoire d'une Terre Asséchée»―Family Business― (「塩の平原の話」―Family Business―, «Shio no Heigen no Hanashi»―Family Business―) 3. «Le Pays des Maladies»―For You― (「病気の国」―For You―, «Byōki no Kuni»―For You―) Epilogue. «Au milieu du coucher de Soleil・a»―Will・a― (「夕日の中で・ａ」―Will・ａ―, «Yūhi no naka de・a»―Will・a―) |                 |                   |                |                   |
| 6 | 10 août 2002    | 978-4-8402-2155-9 | -              |                   |
| Liste des chapitres : Frontispice «Le Pays Interdit d'accès»―Reasonable― (「入れない国」―Reasonable―, «Irenai Kuni»―Reasonable―) Frontispice «Une Histoire Impartiale»―All Alone― (「中立な話」―All Alone―, «Chūritsu no Hanashi»―All Alone―) Frontispice «Histoire d'un Tank»―Life Goes On.― (「戦車の話」―Life Goes On.―, «Sensha no Hanashi»―Life Goes On.―) Prologue. «Un Serment・b»―a Kitchen Knife・b― (「誓い・ｂ」―a Kitchen Knife・ｂ―, «Chiaki・b»―a Kitchen Knife・b―) 1. «Son Voyage»―Chances― (「彼女の旅」―Chances―, «Kanojo no Tabi» ―Chances―), 2. «Son Voyage»―Love and Bullets― (「彼女の旅」―Love and Bullets―, «Kanojo no Tabi» ―Love and Bullets―), 3. «Le Pays des Feux d'artifice»―Fire at Will!― (「花火の国」―Fire at Will!―, «Hanabi no Kuni»―Fire at Will!―) 4. «A Land with an Elder»―I Need You― (「長のいる国」―I Need You.―, «Osa no Iru Kuni»―I Need You.―) 5. «Un Pays qui n'oublie jamais»―Not Again― (「忘れない国」―Not Again―, «Wasurenai Kuni»―Not Again―) 6. «Un Pays Sûr»―For His Safety― (「安全な国」―For His Safety―, «Anzenna Kuni»―For His Safety―) 7. «Pendant son Voyage»―Intermission― (「旅の途中」―Intermission―, «Tabi no Tochū»―Intermission―) 8. «Le Sens de la Bénédiction»―How Much Do I Pay For?― (「祝福のつもり」―How Much Do I Pay For?―, «Shukufuku no Tsumori»―How Much Do I Pay For?―) Epilogue. «Un Serment・a»―a Kitchen Knife・a― (「誓い・ａ」―a Kitchen Knife・ａ―, «Chiaki・a»―a Kitchen Knife・a―) |                 |                   |                |                   |
| 7 | 10 juin 2003    | 978-4-8402-2386-7 | -              |                   |
| Liste des chapitres : Prologue. «Pour Faire Quelque chose・b»―life goes on.・b― (「何かをするために・ｂ」―life goes on.・ｂ―, «Nanika o Suru Tame ni・b» ―life goes on.・b―) 1. «Un Pays Agressif»―Leave Only Footsteps!― (「迷惑な国」―Leave Only Footstep!―, «Meiwakuna Kuni»―Leave Only Footstep!―) 2. «A Land of Love»―Stray King― (「ある愛の国」―Stray King―, «Aru Ai no Kuni»―Stray King―) 3. «Le long de la Rivière»―Intermission― (「川原にて」―Intermission―, «Kawara nite»―Intermission―) 4. «Histoire d'un Hivers»―D― (「冬の話」―D―, «Fuyu no Hanashi»―D―) 5. «A Tale of Teatime in a Forest» ―Thank You― (「森の中のお茶会の話」―Thank you―, «Mori no naka no Ochakai no Hanashi» ―Thank You―) 6. «Le Pays des Menteurs»―Waiting for You― (「嘘つき達の国」―Waiting For You―, «Usotsukitachi no Kuni»―Waiting For You―) Epilogue. «Pour Faire Quelque chose.・a» ―life goes on.・a― (「何かをするために・ａ」―life goes on.・ａ―, «Nanika o Suru Tame ni・a» ―life goes on.・a―) |                 |                   |                |                   |
| 8 | 10 octobre 2004 | 978-4-8402-2832-9 | -              |                   |
| Liste des chapitres : Frontispice «Le Pays de la Route»―Go West!― (「道の国」―Go West!―, «Michi no Kuni»―Go West!―) Frontispice «Le Pays sans Crimes»―Black Box― (「悪いことはできない国」―Black box―, «Warui Koto wa Dekinai Kuni»―Black box―) Prologue. «Le Début et la Fin d'un Voyage sur une Plage・b»―On the Beach・b― (「渚にて 旅の始まりと終わり・ｂ」―On the Beach・ｂ―, «Nagisa nite Tabi no Hajimari to Owari・b»―On the Beach・b―) 1. «Un Pays avec une Histoire»―Don't Look Back!― (「歴史のある国」―Don't Look Back!―, «Rekishi no aru Kuni»―Don't Look Back!―) 2. «A Story with Love»―Dinner Party― (「愛のある話」―Dinner Party―, «Ai no Aru Hanashi»―Dinner Party―) 3. «Le Pays des Radios»―Entertainer― (「ラジオな国」―Entertainer―, «Rajiona Kuni»―Entertainer―) 4. «Un Pays Sauvé»―Confession― (「救われた国」―Confession―, «Sukuwareta Kuni»―Confession―) Epilogue. «Le Pays des Bateaux・a»―On the Beach・a― (「船の国・ａ」―On the Beach・ａ―, «Fune no Kuni・a»―On the Beach・a―) |                 |                   |                |                   |
| 9 | 10 octobre 2005 | 978-4-8402-3172-5 | -              |                   |
| Liste des chapitres : Frontispice «Exorbitant People» ―Traveler's Tale― (「なってないひとたち」―Traveler's Tale―, «Nattenai Hitotachi» ―Traveler's Tale―) Frontispice «Histoire d'un Mur» ―Sweet Home― (「城壁の話」―Sweet Home―, «Jōheki no Hanashi» ―Sweet Home―) Prologue. «Amidst Yearning・b» ―Yearning・b― (「悲しみの中で・ｂ」―Yearning・ｂ―, «Kanashimi no naka de・b» ―Yearning・b―) 1. «Le Pays des Records»―His Record― (「記録の国」―His Record―, «Kiroku no Kuni»―His Record―) 2. «Evening of Good People»―Innocence― (「いい人達の夕べ」―Innocence―, «Ii Hitotachi no Yūbe»―Innocence―) 3. «Le Voyage d'un écrivain»―Editor's Travels― (「作家の旅」―Editor's Travels―, «Sakka no Tabi»―Editor's Travels―) 4. «Le Pays des Ondes radio»―Not Guilty― (「電波の国」―Not Guilty―, «Denpa no Kuni»―Not Guilty―) 5. «Le Pays des Journaux intimes»―Historians― (「日記の国」―Historians―, «Nikki no Kuni»―Historians―) 6. «The Land of Natural Preservation»―Let It Be!― (「自然保護の国」―Let It Be!―, «Shizenhogo no Kuni»―Let It Be!―) 7. «Le Pays des Commerçants»―Professionals― (「商人の国」―Professionals―, «Shōnin no Kuni»―Professionals―) 8. «Le Pays des Tueurs»―Clearance― (「殺す国」―Clearance―, «Korosu Kuni»―Clearance―) 9. «Suite : Histoire d'un Tank»―Spirit― (「続・戦車の話」―Spirit―, «Zoku・Sensha no Hanashi»―Spirit―) 10. «De Vieilles Histoire»―Tea Talks― (「むかしの話」―Tea Talks―, «Mukashi no Hanashi»―Tea Talks―) 11. «Le Pouvoir de la Persuasion II»―Persuader II― (「説得力II」―Persuader II―, «Settokuryoku II»―Persuader II―) Epilogue. «Amidst Yearning・a» ―Yearning・a― (「悲しみの中で・ａ」―Yearning・ａ―, «Kanashimi no Naka de・a» ―Yearning・a―) |                 |                   |                |                   |
| 10 | 10 octobre 2006 | 978-4-8402-3580-8 | -              |                   |
| Frontispice «Le Pays des Animaux de compagnie»―apPETite― (「ペットの国」―apPETite―, «Petto no Kuni»―apPETite―) Frontispice «Le Souhait d'un Tee» ―Get Real!― (「ティーの願い」―Get Real！―, «Tī no Negai» ―Get Real!―) Prologue. «Le Voyage d'un Homme・b»―Life is a Journey, and Vice Versa.・b― (「在る男の旅・ｂ」―Life is a Journey, and Vice Versa.・ｂ―, «Aru Otoko no Tabi・b»―Life is a Journey, and Vice Versa.・b―) 1. «Le Pays des Interview»―Out of the Question― (「インタビューの国」―Out of the Question―, «Intabyū no Kuni»―Out of the Question―) 2. «Histoire d'un Fanfaron»―Fantasy― (「ホラ吹き達の話」―Fantasy―, «Horafukitachi no Hanashi»―Fantasy―) 3. «Le Pays de la Protection»―Meritocracy― (「保護の国」―Meritocracy―, «Hogo no Kuni»―Meritocracy―) 4. «Le Pays Poteau télégraphique»―Transmission― (「電柱の国」―Transmission―, «Denchū no Kuni»―Transmission―) 5. «Dans un Pays comme celui-ci»―Preface― (「こんなところにある国」―Preface―, «Konna Tokoro ni Aru Kuni»―Preface―) 6. «Le Jour d'un Tee»―a Day in the Girl's Life― (「ティーの一日」―a Day in the Girl's Life―, «Tī no Ichinichi»―a Day in the Girl's Life―) 7. «Land With a Singer» ―Unsung Divas― (「歌姫のいる国」―Unsung Divas―, «Utahime no Iru Kuni» ―Unsung Divas―) Epilogue. «A Man's Journey・a» ―Life is a Journey, and Vice Versa.・a― (「在る男の旅・ａ」―Life is a Journey, and Vice Versa.・ａ―, «Aru Otoko no Tabi・a» ―life is a Journey, and Vice Versa.・a―) |                 |                   |                |                   |
| 11 | 10 octobre 2007 | 978-4-8402-4025-3 | -              |                   |
| Liste des chapitres : Frontispice «Le Pays des Enfants»―Burn Up― (「子供の国」―Burn Up―, «Kodomo no Kuni»―Burn Up―) Frontispice «Le Pays des Champs de fleurs»―Flower Arrangement― (「花畑の国」―Flower Arrangement―, «Hanabatake no Kuni»―Flower Arrangement―) Prologue. «Le Pays de l'Appareil photo・b»―Picturesque・b― (「カメラの国・b」―Picturesque―, «Kamera no Kuni・b»―Picturesque―) 1. «Connected Land»―Stand Alone― (「つながっている国」―Stand Alone―, «Tsunagatteiru Kuni»―Stand Alone―) 2. «Le Pays de la Déception»―Hope Against Hope― (「失望の国」―Hope Against Hope―, «Shitsubou no Kuni»―Hope Against Hope―) 3. «Le Pays d'Ajin (etc)»―With You― (「アジン（略）の国」―With You―, «Ajin (ryaku) no Kuni»―With You―) 4. «Le Pays sans Frontières»―Asylum― (「国境のない国」―Asylum―, «Kokkyou no nai Kuni»―Asylum―) 5. «Le pays de l'Ecole»―Assignment― (「学校の国」―Assignment―, «Gakkou no Kuni»―Assignment―) 6. «Histoire d'une Route»―Passage― (「道の話」―Passage―, «Michi no Hanashi»―Passage―) 7. «Une histoire de Combattants»―Reasonable― (「戦う人の話」―Reasonable―, «Tatakau Hito no Hanashi»―Reasonable―) Epilogue. «Le Pays de l'Appareil photo・a»―Picturesque・a― (「カメラの国・a」―Picturesque―, «Kamera no Kuni・a»―Picturesque―) |                 |                   |                |                   |
| 12 | 10 octobre 2008 | 978-4-04-867263-4 | -              |                   |
| Liste des chapitres : Sous la couverture «Histoire d'une Donation»―How's Tricks?― (「寄付の話」―How's Tricks?―, «Kifu no Hanashi»―How's Tricks?―) Frontispice «Histoire d'un Bandit»―Can You Imagine!― (「山賊達の話」―Can You Imagine!―, «Sanzokutachi no Hanashi»―Can You Imagine!―) Frontispice «A Country of Conning»―I Have Ever Seen Before.― (「パクリの国」―I Have Ever Seen Before.―, «Pakuri no Kuni»―I Have Ever Seen Before.―) Frontispice «Souhait» (「願い」, «Negai») Prologue. «Within Happiness・b»―Birth・b― (「幸せの中で・b」―Birth・b―, «Shiawase no naka de・b»―Birth・b―) 1. «Le Pays de la Justice»―Idiots― (「正義の国」―Idiots―, «Seigi no Kuni« ―Idiots―) 2. «The Country to Which the Devil Came»―Take of the Devil.― (「悪魔が来た国」―Take of the Devil.―, «Akuma ga Kita Kuni« ―Take of the Devil.―) 3. «Searching Land»―Common Sense― (「求める国」―Common Sense―, «Motomeru Kuni»―Common Sense―) 4. «Land of Sundials»―Counterstrike― (「日時計の国」―Counterstrike―, «Hidokei no Kuni»―Counterstrike―) 5. «The Land That Tries»―Passage 2― (「努力をする国」―Passage 2―, «Doryoku wo suru Kuni»―Passage 2―) 6. «Suite : Histoire d'une Donation»―How's Tricks?― (「続・寄付の話」―How's Tricks?―, «Zoku・Kifu no Hanashi»―How's Tricks?―) 7. «Histoire d'une Lettre»―the Weakest Link― (「手紙の話」―the Weakest Link―, «Tegami no Hanashi»―the Weakest Link―) 8. «A Tale of Wagers»―Which is Which.― (「賭の話」―Which is Which.―, «Kake no Hanashi»―Which is Which.―) 9. «A Tale Full of Virtue»―Serious Killer― (「德を積む話」―Serious Killer―, «Toku wo Tsumu Hanashi»―Serious Killer―) 10. «Before the Clouds»―Eye-opener― (「雲の前で」―Eye-opener―, «Kumo no Mae de»―Eye-opener―) Epilogue. «Within Happiness・a»―Birth・a― (「幸せの中で・a」―Birth・a―, «Shiawase no naka de・a»―Birth・a―) |                 |                   |                |                   |